# Csucsor
A csucsor vagy ebszőlő (Solanum) a burgonyavirágúak (Solanales) rend burgonyafélék – csucsorfélék – (Solanaceae) családjának egyik nemzetsége. Körülbelül  2000 faj tartozik bele, melyek szinte minden földrészen megtalálhatók. Gyógyászati- és toxikológiai jelentőségű növények. Az összes fajban megtalálhatók a glikoalkaloidok, melyek nagy mennyiségben a szervezetbe kerülve megbetegedéshez, mérgezési tünetekhez vezethetnek.
A Magyarországon is előforduló, mérgezést okozó fajok: a keserű csucsor (ebszőlőcsucsor, Solanum dulcamara L.), a fekete csucsor (Solanum nigrum L. emend. Mill.), a burgonya (Solanum tuberosum L., a toxikus mennyiségű alkaloidot tartalmazó krumpli keserű ízű) és a korallbokor (korallfácska, Solanum pseudocapsicum L.). Egyes fajok gyümölcseiben az érés alatt bekövetkezik ezeknek a Solanum-alkaloidoknak a metabolizálódása (átalakulás olyan formává, amely lehetővé teszi a kiürülést), s így az érett bogyók már csak alig mérgező vegyületeket tartalmaznak, így számos gyümölcsöt (paradicsom (Solanum lycopersicum L.), padlizsán (tojásgyümölcs, Solanum melongena L.) stb.) élelmiszerként tartunk számon.
A Solanum nemzetség minden faja – egészen a végső felhasználóig – növényútlevél-köteles növény.

## Neve
A Solanum a latin solare, napszúrást okozni, elbódítani jelentésű szóból ered, ami mérgező voltára utal.
A csucsor szó a botanikában a növénycsaládra már régóta – írásban már az 1700-as évek előtt – használatos műszó és régi szótárakban ezért a burgonya (Solanum tuberosum) is ezen a néven szerepel. A szó elsősorban a növények gumójának vagy termésének dudoros formájára utal, a csúcs főnév -r képzős származékaként.

## Jellemzése
Többnyire alacsony bokor; számos fajának bogyótermése mérgező. Bogernyőben termő piros bogyói egyformán szemünkbe tűnnek vízpartokon, liget- és láperdőkben. Az összetétel eb- előtagja azt jelzi, hogy bogyója ehetetlen, haszontalan – sőt, veszedelmesen mérges: a szívműködést bénító szolanint tartalmaz. Új inváziós faj a Kárpát-medencében a kerti csucsor (Solanum melanocerasum).[forrás?] A 2016-ban hatályos jogszabályi előírás szerint a földhasználók és a termelők kötelesek védekezni a keserű csucsor (Solanum dulcamara) ellen.

## Fontosabb fajai
Ismertebb zöldségnövényeink közül ebbe a nemzetségbe tartozik:
- Burgonya (Solanum tuberosum)
- Paradicsom (Solanum lycopersicum)
- Padlizsán (Solanum melongena)

A Kárpát-medencében kevésbé ismert, ehető termésű fajok:
- Kannibálparadicsom (Solanum uporo Dun.) a Fidzsi-szigetekről származik
- Naranjilla vagy lulo (Solanum quitoense)
- Orinoco-paradicsom (Solanum sessiliflorum Dunal vagy Solanum topiro Humb. & Bonpl.)
- Tojásdinnye (Solanum muricatum L.'Hérit vagy Solanum variegatum Ruiz & Pav.)
- zsomborlevelű csucsor vagy tüskés paradicsom ill. a német növényárudáktól átvévett néven licsi-paradicsom (Solanum sisymbriifolium)

Sok fajuk gyomnövény. Ezek közül a Kárpát-medencében a fekete csucsor vagy kutyabogyó (Solanum nigrum) és a keserű vagy ebszőlőcsucsor (Solanum dulcamara) terjedt el leginkább. Utóbbit gyógynövényként tartják nyilván, de az egész növény erősen mérgező, ezért háziszerként semmiképp sem ajánlott. Hatóanyagai serkentik a vizeletképződést, a májműködést, leveleinek főzetét sebek lemosására és reuma elleni gyógyfürdőkben használják. Mocsári társulások szegélyén, nyáras-borókásokban, gyomtársulásokban gyakori félcserje.
Dísznövényként termesztik a burgonyacserjét (Solanum rantonnetii vagy Lycianthes rantonnetii) – minden része mérgező. Ez hazánkban dézsás növényként tartható, az enyhe fagyokat még elviseli, de −3 °C már károsíthatja. Szereti a napsütést, közepes vízigényű, májustól szeptemberig nyílik. Madeira szigetéről származik a klárisfácska (díszpaprika, Solanum capsicastrum). Egy további dísznövényként elterjedt faja a vöröstüskés csucsor (Solanum pyracanthon) mely Madagaszkáron és az Indiai-óceán nyugati szigetein őshonos. Ez hasonlóan a kék csucsorhoz hazánkban csak dézsás növényként fordul elő, mivel a hideget nem bírja.
Ismertebb dísznövények a nemzetségből:
- Solanum laxum,
- kék burgonyacserje, kék csucsor,[12] enciánfa[12] vagy enciánbokor (Solanum rantonnetii vagy Lycianthes rantonnetii)
- keserű csucsor (Solanum dulcamara)
- klárisfácska (díszpaprika, Solanum capsicastrum)
- közép-amerikai csucsor (Solanum wendlandii)
- bodros csucsor (Solanum crispum)
- vöröstüskés csucsor (Solanum pyracanthon)

Gyógynövényként termesztik az orvosi csucsort (Solanum laciniatum Ait.).